# 英德站

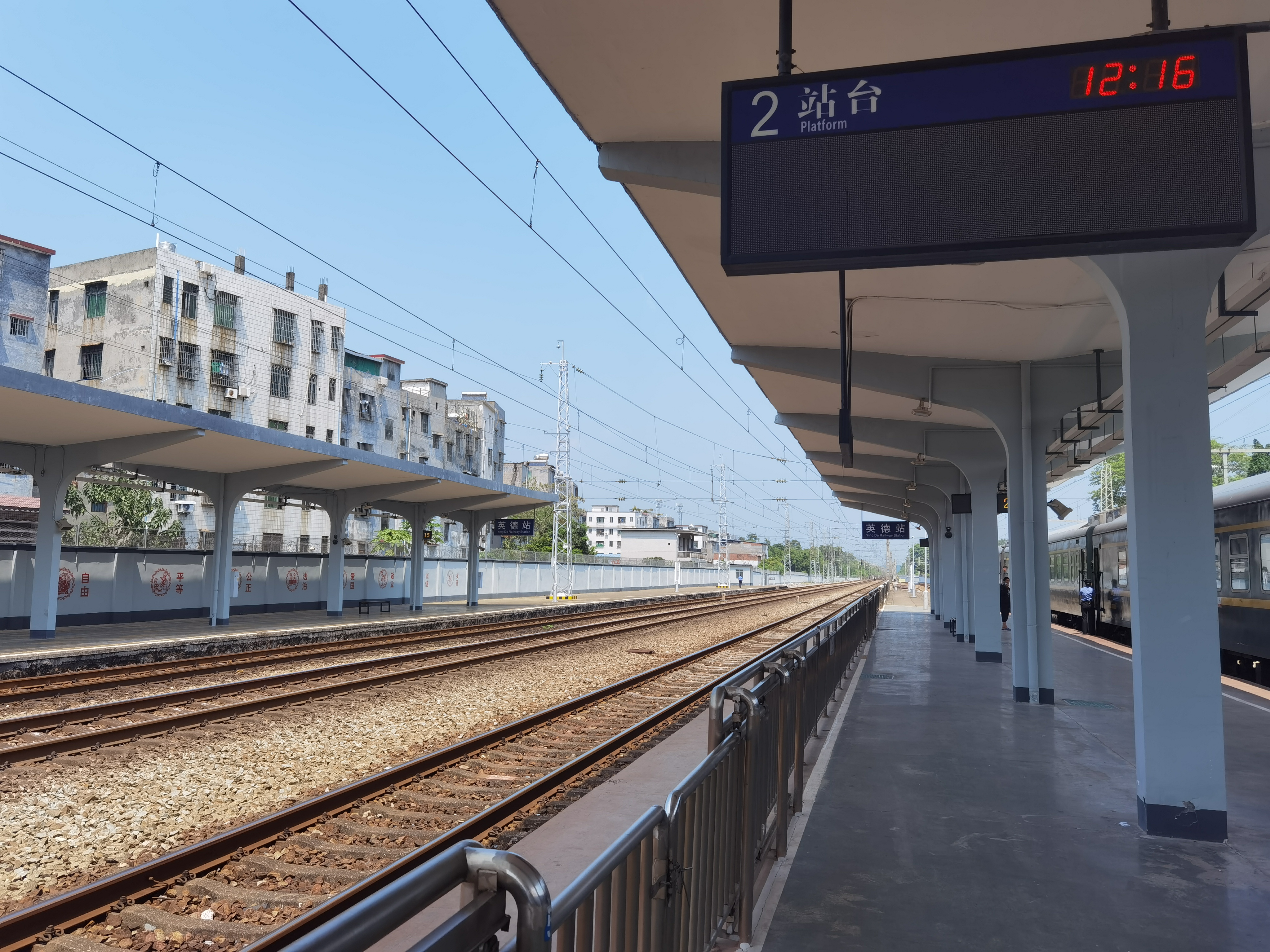
京广铁路英德火车站站台

英德站位于中国广东省清远市英德市大站镇，离北京西站2156公里，离广州站138公里，是京广铁路广东段的客运站。该车站属广州局集团有限公司广州车务段管辖，现为四等站。

## 营业信息
客运办理旅客乘降；行李、包裹托运。
货运办理整车、零担货物发到；办理整车货物承运前保管；危险货物仅办理农药、化肥发到。

## 历史
英德火车站始建于1913年，原址位于今火车站西侧老站街上，站房尚存（现在站前的天佑北路—天佑南路即为当年的老京广铁路）。1988年12月，随着京广铁路衡广复线的开通，车站迁至现址。

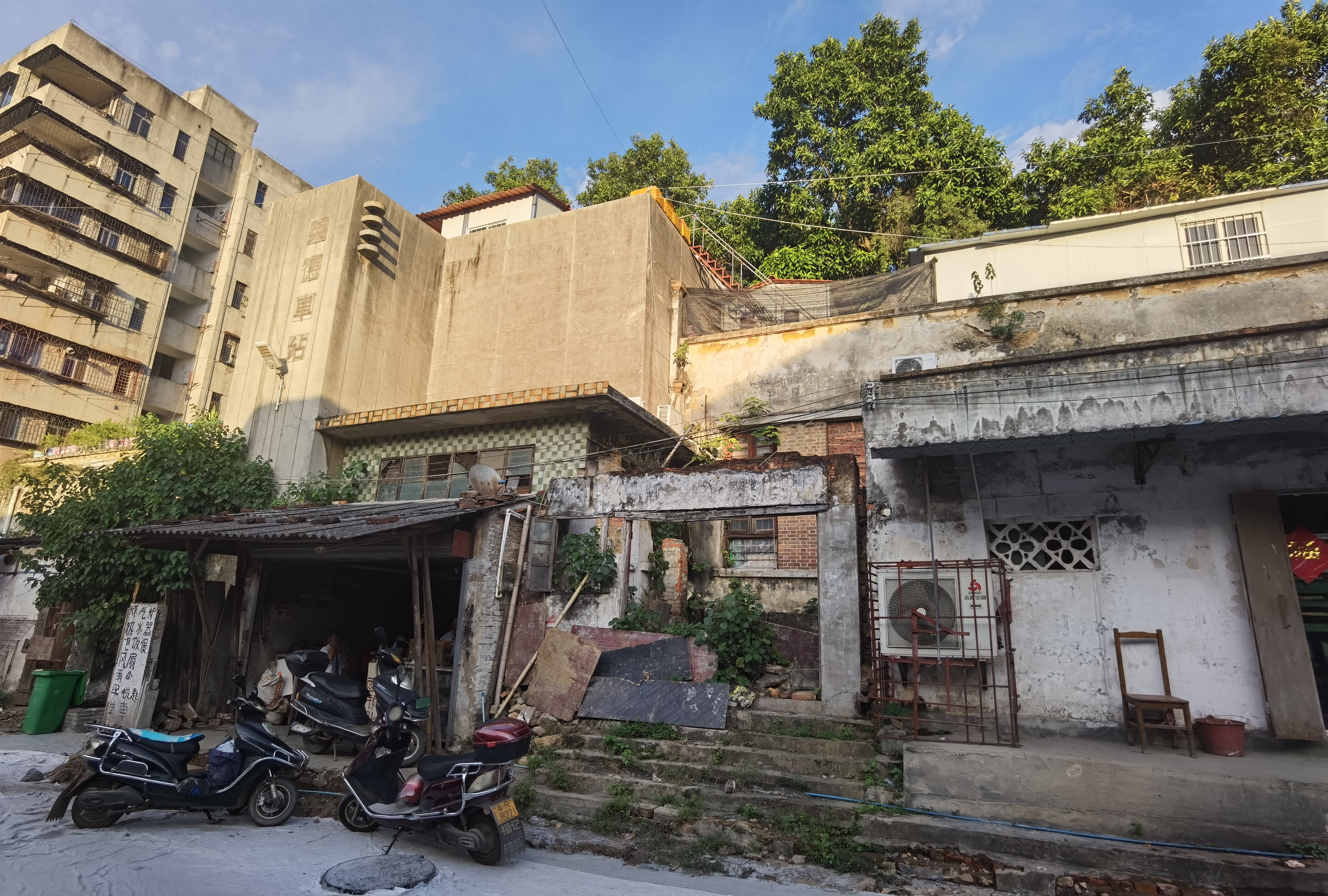
原粤汉铁路英德火车站老站房，站名仍清晰可见。

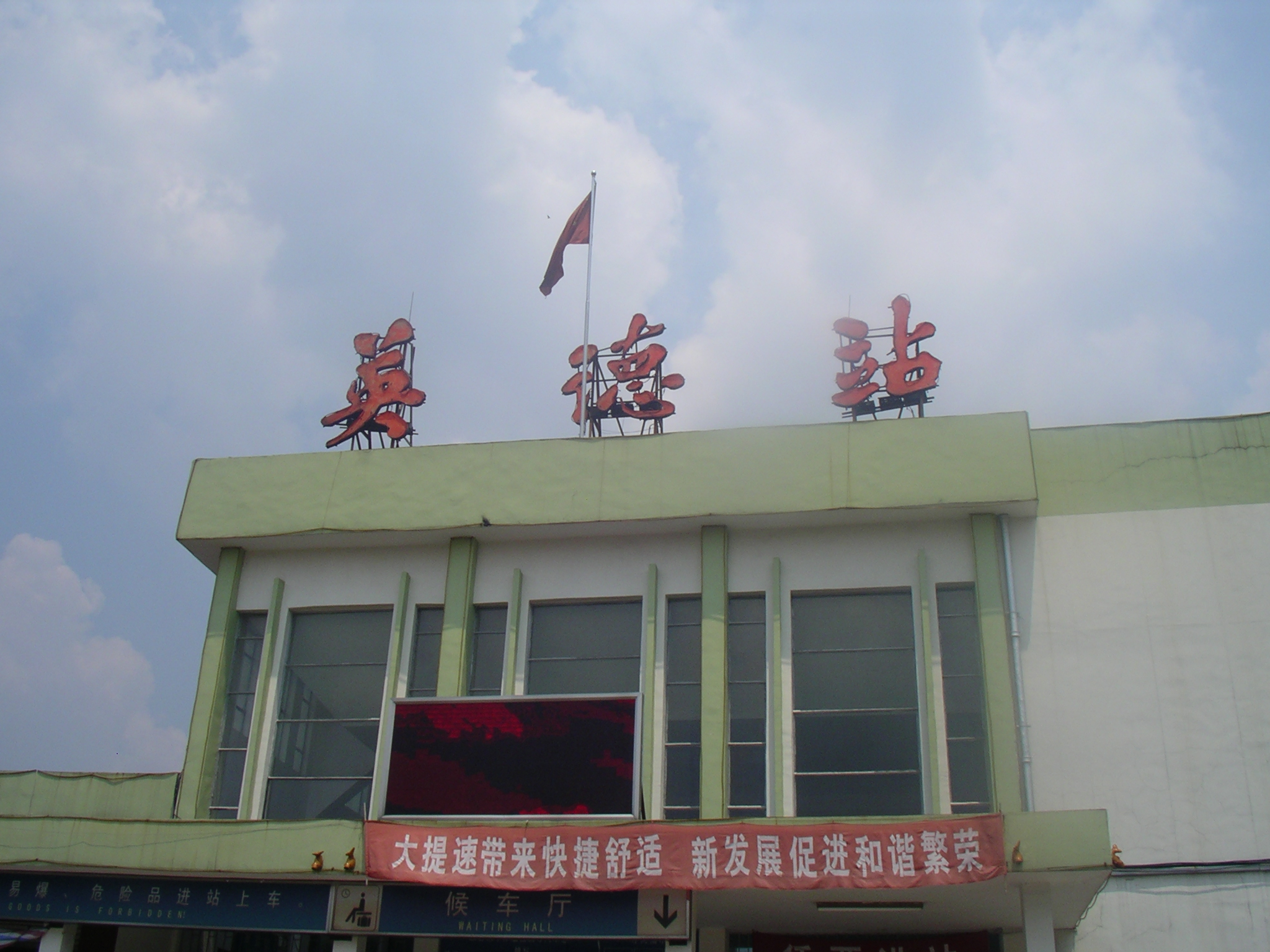
2007年，英德火车站站房外部。

1911年，粤汉铁路延筑至英德时，曾建有支线前往北江边东岸咀，并设东岸咀站，俗称“小站”，而英德火车站则相应称为“大站”，即为今车站所在地“大站镇”名称之由来。

## 参看
- 英德西站：京广高速铁路在英德所设车站